# Andrena familiaris
Andrena familiaris là một loài Hymenoptera trong họ Andrenidae. Loài này được Smith mô tả khoa học năm 1878.